# Piper offensum
Piper offensum är en pepparväxtart som beskrevs av William Trelease. Piper offensum ingår i släktet Piper och familjen pepparväxter. Inga underarter finns listade i Catalogue of Life.